# Південно-Західний статистичний регіон
Південно-Західний регіон (мак. Југозападниот регион) — один з восьми регіонів Македонії. Розташований на заході країни. Адміністративний центр — місто Струга.
Адміністративно регіон поділяється на 9 общин.
У березні 2013 року общини Вранештиця , Другово, Заяс і Осломей були приєднані до общини Кичево.

## Населення

Мапа етнічних груп по общинах, де вони становлять більшість (2004—2013).

Регіон має у складі 286 населених пунктів, у яких 50,15% становлять чоловіки. На території Південно-Західного регіону проживає загалом 10,83% мешканців усього населення держави. У трьох муніципалітетах регіону — Струги, Охрид та Кічево проживає 79,19% від загальної чисельності населення в регіоні. Середня щільність населення в державі 81,3 особи, а в південно-західній частині регіону лише 66,4 км ².
Населення регіону за переписом 2002 року становить 221 651 особу. З-поміж них македонців — 107 565 осіб (48,52%), албанців — 82 418 осіб (37,18%), турків — 21 266 осіб (9,59%), циган — 2 813 осіб (1,26%), інші — 4 285 осіб (1.93%).
| Община            | Центр                  | Площа, км² | Населення, (перепис 2002) | Герб | Прапор | Карта |
| ----------------- | ---------------------- | ---------- | ------------------------- | ---- | ------ | ----- |
| Вевчани           | село Кратово           | 22,8       | 2 433                     |      |        |       |
| Вранештиця        | місто Вранештиця       | 109,13     | 1 322                     |      |        |       |
| Дебар             | місто Дебар            | 145,67     | 19 542                    |      |        |       |
| Дебарця           | село Бєлчішта          | 425,39     | 5 507                     |      |        |       |
| Другово           | село Другово           | 383,24     | 3 249                     |      |        |       |
| Заяс              | село Заяс              | 161,08     | 11 605                    |      |        |       |
| Кичево            | місто Кичево           | 49,14      | 30 138                    |      |        |       |
| Македонський Брод | місто Македонськи-Брод | 888,97     | 7 141                     |      |        |       |
| Осломей           | село Осломей           | 121,09     | 10 425                    |      |        |       |
| Охрид             | місто Охрид            | 389,93     | 55 749                    |      |        |       |
| Пласниця          | село Пласниця          | 54,44      | 4 545                     |      |        |       |
| Струга            | місто Струга           | 483        | 63 376                    |      |        |       |
| Центр-Жупа        | село Центр Жупа        | 107,21     | 6 519                     |      |        |       |